# Begonia tessaricarpa
Begonia tessaricarpa là một loài thực vật có hoa trong họ Thu hải đường. Loài này được C.B.Clarke mô tả khoa học đầu tiên năm 1879.